# Bram Verhofstad
Bram Verhofstad (né le 2 mars 1995) est un gymnaste néerlandais.

## Carrière sportive
Il se qualifie pour une finale lors des Championnats du monde 2017.